# Victor Ikpeba
Victor Nosa Ikpeba (* 12. června 1973 Benin City) je bývalý nigerijský fotbalový útočník, který se v roce 1997 stal africkým fotbalistou roku.

## Ocenění

### Klubové
RFC de Liège
- Belgický pohár: 1990

AS Monaco
- Division 1: 1997

### Reprezentační
Nigérie
- Olympijské hry: 1996
- Africký pohár národů: 1994

### Individuální
- Africký fotbalista roku: 1997